# Wallington (Nova Jersey)
Wallington és una població dels Estats Units a l'estat de Nova Jersey. Segons el cens del 2008 tenia 11.296 habitants.

## Demografia
Segons el cens del 2000, Wallington tenia 11.583 habitants, 4.752 habitatges, i 3.041 famílies. La densitat de població era de 4.472,2 habitants/km².
Dels 4.752 habitatges en un 25,7% hi vivien nens de menys de 18 anys, en un 48,3% hi vivien parelles casades, en un 11,5% dones solteres, i en un 36% no eren unitats familiars. En el 29,8% dels habitatges hi vivien persones soles l'11,4% de les quals corresponia a persones de 65 anys o més que vivien soles. El nombre mitjà de persones vivint en cada habitatge era de 2,44 i el nombre mitjà de persones que vivien en cada família era de 3,05.
Per edats la població es repartia de la següent manera: un 18,4% tenia menys de 18 anys, un 8,8% entre 18 i 24, un 33,9% entre 25 i 44, un 23,7% de 45 a 60 i un 15,2% 65 anys o més.
L'edat mediana era de 38 anys. Per cada 100 dones de 18 o més anys hi havia 90,2 homes.
La renda mediana per habitatge era de 45.656 $ i la renda mediana per família de 55.291 $. Els homes tenien una renda mediana de 40.077 $ mentre que les dones 30.503 $. La renda per capita de la població era de 24.431 $. Aproximadament el 4,8% de les famílies i el 6,3% de la població estaven per davall del llindar de pobresa.

## Poblacions properes
El següent diagrama mostra les poblacions més properes.